# Томенко Микола Володимирович
Мико́ла Володи́мирович Томе́нко (нар. 11 грудня 1964, село Малі Канівці, Чорнобаївський район, Черкаська область) — український політик та громадський діяч, лідер Громадського руху «Рідна країна», засновник Фонду «Рідна країна», кандидат історичних наук, доктор політичних наук, професор. Дійсний член (академік) Української академії геополітики та геостратегії (2024).
Народний депутат IV—VIII скликань. Очолював Комітет ВРУ з питань свободи слова та інформації у ВРУ IV скликання з 2002 по 2005 рік та у ВРУ VII скликання з 2012 по 2014 рр., а також парламентський Комітет з питань сім'ї, молодіжної політики, спорту та туризму (2007–2008) у Верховній Раді України VI скликання.
З 4 лютого до 8 вересня 2005 року — віцепрем'єр-міністр України з гуманітарних питань в уряді Тимошенко.
Заступник голови ВРУ (з 8 лютого до 14 червня 2007 та знову з 2 вересня 2008 до 12 грудня 2012).
З 11 грудня 2014 до 25 березня 2016 — Голова Комітету ВРУ з питань екологічної політики, природокористування та ліквідації наслідків Чорнобильської катастрофи.
Позаштатний радник Президента Порошенка (з 18 червня 2014 по 13 липня 2015).

## Життєпис
Українець. Батько Володимир Пилипович (1935⁣ — ⁣2002). Мати Катерина Марківна (1935⁣ — ⁣2010). Дружина Валентина Олександрівна (1962) — історик, магістр державного управління, голова правління Фонду «Рідна країна». Син Павло (1989) магістр економіки і права, підприємець.
1983–⁣1985⁣ — служив у армії, брав участь у бойових діях в Афганістані. 1988⁣ — ⁣1989 — секретар комітету комсомолу Київського державного університету ім. Шевченка, з 1989 — секретар Асоціації молодіжних організацій Київського університету ім. Шевченка. 1989 — член оргкомітету з проведення установчого з'їзду Народного Руху України. У 1989 закінчив історичний факультет КНУ, спеціальність — історія КПРС. 1992 — закінчив аспірантуру історичного факультету Київського державного університету імені Тараса Григоровича Шевченка, захистивши кандидатську дисертацію на тему: «Проблема державності в програмних документах і діяльності сучасних політичних партій України: історико-політичний аналіз».
1992–1993 — голова центру суспільних досліджень Фундації імені В'ячеслава Липинського. 1993-1994 — віцепрезидент Асоціації молодих українських політологів і політиків.
Серпень 1992 — вересень 1995 — завідувач кафедри політичних наук (координатор програми) інституту державного управління і самоврядування при Кабінеті Міністрів України. 1993-1994 — заступник начальника інформаційно-аналітичного управління Міністерства України у справах національностей і міграції. З вересня 1994 — доцент кафедри політології Національного Університету «Києво-Могилянська Академія», редактор відділу порівняльної політології журналу «Політична думка», віцепрезидент фонду «Українська перспектива».
1995–1997 роках — віцепрезидент фонду «Українська перспектива». З листопада 1995 року — директор Інституту посткомуністичного суспільства. З вересня 1997 року — завідувач кафедри політології Національного Університету «Києво-Могилянська Академія». З квітня 1998 — директор громадської неприбуткової організації Інститут політики. У травні 1998 року був висунутий кандидатом у народні депутати за партійним списком партії «Реформи і порядок» (№ 15), однак партія не подолала 4 % бар'єр. Лютий 2000 — березень 2001 — начальник Головного управління преси та інформації Київської міської державної адміністрації.
Згідно з опитуванням, проведеним УНІАН (Українським Національним Інформаційним Агентством) Миколу Томенка визнано найкращим політичним аналітиком (політологом) 1998 та 1999 років.
У 2002 році обраний нардепом від блоку Ющенка «Наша Україна» (№ 62). Очолював Комітет з питань свободи слова та інформації, виступав проти тиску президентської влади на ЗМІ.
Під час Помаранчевої революції один з «польових командирів» Майдану. Член Комітету національного порятунку.
З 4 лютого до 8 вересня 2005 року віцепрем'єр України з гуманітарних та соціальних питань в уряді Тимошенко. Йдучи у відставку, виступив зі скандальними викриттями фактів корупції в найближчому оточенні президента Ющенка.
У листопаді 2005 року покинув партію «Реформи і порядок» та вступив до партії Батьківщина. На парламентських виборах 2006 року балотувався за списком «Блоку Тимошенко» (№ 3). На регіональних виборах того ж року очолював партійний список БЮТ в Київраді.
Заступник голови партії ВО «Батьківщина». Після виборів — заступник голови фракції БЮТ у Верховній Раді, голова парламентського Комітету з питань сім'ї, молодіжної політики, спорту та туризму. У лютому 2007 року обраний заступником голови Верховної ради, перебував на цій посаді до червня того ж року.
На позачергових парламентських виборах 2007 року знову отримав депутатський мандат за списком БЮТ (№ 3). У вересні 2008 року вдруге обраний заступником голови Верховної ради. 4 липня 2012 подав у відставку після прийняття Верховною радою контроверсійного закону «Про засади державної мовної політики», однак вона не була прийнята.
З грудня 2012 року по листопад 2014 року — народний депутат України VII скликання від партії Батьківщина (№ 10 у списку). Голова Комітету Верховної Ради з питань свободи слова та інформації.. У цій якості активно виступав за прийняття Закону «Про Суспільне телебачення і радіомовлення України».
У квітні 2014 як голова фонду «Рідна країна», підтримав Порошенка у виборах президента, а також уклав з ним угоду про розроблення та реалізацію «Гуманітарної стратегії України» та став його довіреною особою на виборах.
З 27 листопада 2014 — народний депутат України VIII скликання від партії «Блок Порошенка» (№ 8 у списку). Заступник голови депутатської фракції партії «Блок Порошенка» (по 2 грудня 2016).
З 11 грудня 2014 — Голова Комітету Верховної Ради з питань екологічної політики, природокористування та ліквідації наслідків Чорнобильської катастрофи. На посаді Голови Комітету ініціював низку законів на захист довкілля та підтримку соціальних програм чорнобильців.
24 грудня 2015 оголошує рішення про вихід з фракції «Блок Порошенка» та проурядової коаліції на знак протесту проти ухвалення антисоціального та антигуманітарного Державного бюджету на 2016 рік та низки т. зв. «бюджетних» законів. Однак, попри публічні вимоги депутата та попередження про звернення до суду, відповідна заява офіційно оголошена Головою Верховної Ради України лише 3 лютого 2016.
29 березня 2016 року Голова ВРУ Гройсман оголосив про дострокове припинення депутатських повноважень пана Томенка на підставі рішення з'їзду «Блока Петра Порошенка» від 25 березня 2016 року. 2 квітня 2016 року Томенко подав позов до Вищого адмінсуду України щодо позбавлення його мандату, де він вимагав скасування рішення про дострокове припинення його повноважень народного депутата. 28 липня суд визнав рішення про позбавлення депутатського мандату законним. Микола Томенко пройшов до парламенту за списком партії «Блок Петра Порошенка Солідарність», але вийшов зі складу фракції у Верховній Раді.
З 2016 року займаються громадською, викладацькою, просвітницькою та волонтерською діяльністю.
Голова Наглядової ради НУБІП, професор КНУБА та Національної академії СБУ.

## Наукова і літературна діяльність
Академік Української академії геополітики та геостратегії, почесний доктор Національного університету біоресурсів та природокористування України і Харківського національного педагогічного університету імені Г. С. Сковороди.
Автор низки наукових монографій та науково-популярних видань, серед яких «Історія української Конституції» (1993, 2009), «Конституційний процес як пошук стратегічних пріоритетів України» (2010), «Україна: історія Конституції» (2016), «Абетка української політики», «Основи теорії політики», «Теорія українського кохання», «Український романтик Микола Гоголь», "Міфи і таємниці останнього Гетьмана України (у співавторстві з Павлом Гай-Нижником, 2023), «Абетка громадянина України» (2024), а також автор більш як 200 статей та досліджень.
Автор сленгового неологізму Біг-морди.

## Громадська діяльність
Ініціатор та організатор загальнонаціональних акцій «Сім чудес України», «Сім природних чудес України», «Сім чудес України: замки, фортеці, палаци», «Сім чудес Києва» та «Сім чудес України: історичні міста та містечка», автор та ведучий документального серіалу «7 чудес України» із 50 фільмів. Ініціатор просвітницької акції «Твій Шевченко» та проєкту «Рідна країна» — культурологічного світоглядного вебпорталу. На вебпорталі ridna.ua розміщені для безкоштовного використання в освітньому та виховному процесі низка аудіопроектів Фонду: «Лебеді материнства. Живий голос Василя Симоненка», «Класика української літератури. Живі голоси», «Слуханка для української малечі» та інші.
Віцепрезидент Національного олімпійського комітету України (2014—2022).
Почесний президент Федерації біатлону України (2014—2022).
Віце-президент Федерації баскетболу України (з 2022 року).

## Нагороди та відзнаки
Лавреат міжнародної відзнаки благодійного культурно-наукового Фонду родини Тараса Шевченка, премій імені Павла Чубинського та Михайла Сікорського.
Має відзнаки та нагороди багатьох навчальних закладів України, Православної церкви України та військових підрозділів України.
Почесний громадянин міста Славутич.
Не має жодної державної нагороди від президентів України.